# Pediobius bethylicidus
Pediobius bethylicidus  (лат.) — вид паразитических наездников рода Pediobius из семейства Eulophidae (Chalcidoidea) отряда перепончатокрылые насекомые. Индия (Uttar Pradesh, West Bengal). Общая окраска голубовато-зелёная. Переднеспинка с шейкой, отграниченной килем (поперечным гребнем). Щит среднеспинки с развитыми изогнутыми парапсидальными бороздками. Ассоциированы с бабочками-совками Sesamia inferens (Noctuidae) и бетилоидными осами родов Goniozus, Parasierola, Perisierola (Bethylidae, на которых паразитируют; вторичные паразитоиды куколок) и растениями Saccharum officinarum (Poaceae).